# Créuse (naïade)
Pour les articles homonymes, voir Créuse.
Dans la mythologie grecque, Créuse (en grec ancien Κρέουσα / Kréousa) est une naïade, fille de Gaïa (la Terre),.
Ovide raconte qu'elle était promise à Xanthe, mais que le dieu fleuve Pénée l'enleva et la cacha « dans les champs de la Phthiotide ». Les autres sources confirment l'union de Créuse et de Pénée (qui a lieu « dans les célèbres vallons du Pinde » chez Pindare), et leur prêtent un fils, Hypsée (le roi des Lapithes),. Diodore ajoute une fille, Stilbé.